# روز خلبان
روز جهانی خلبان  روزی است که برای تجلیل از خلبانان به رسمیت شناخته شده‌است. این روز در سراسر کشورها در تاریخ ۲۶ آوریل گرامی داشته شده است.